# Beaurières
Beaurières là một xã thuộc tỉnh Drôme trong vùng Auvergne-Rhône-Alpes đông nam nước Pháp. Xã Beaurières nằm ở khu vực có độ cao từ 641-1440 mét trên mực nước biển.